# Metoda tablic semantycznych
Metoda tablic semantycznych – metoda (algorytm) sprawdzania spełnialności teorii (rozumianej jako pewien podzbiór zbioru zdań języka Rachunku Zdań) przez zbudowanie jej maksymalnej tablicy semantycznej.

## Objaśnienia i działanie algorytmu
Drzewem semantycznym nazywamy ukorzenione drzewo binarne, którego wierzchołkami są zbiory złożone ze zdań języka Rachunku Zdań (teorie). Wierzchołek {\displaystyle W} takiego drzewa nazywamy zamkniętym, jeśli jest zdanie {\displaystyle \alpha } takie, że {\displaystyle \{\alpha ,\lnot \alpha \}\subseteq W.}
Maksymalną tablicą semantyczną zbioru {\displaystyle G} nazywamy drzewo semantyczne, którego korzeniem jest {\displaystyle G} i dla każdego wierzchołka {\displaystyle W} istnieją zdania {\displaystyle \alpha } i {\displaystyle \beta } takie, że spełniony jest dokładnie jeden z następujących warunków:
- {\displaystyle \lnot \lnot \alpha \in W,} {\displaystyle W} ma dokładnie jedno dziecko {\displaystyle W'} oraz {\displaystyle W'=W\setminus \{\lnot \lnot \alpha \}\cup \{\alpha \}}
- {\displaystyle \alpha \land \beta \in W,} {\displaystyle W} ma dokładnie jedno dziecko {\displaystyle W'} oraz {\displaystyle W'=W\setminus \{\alpha \land \beta \}\cup \{\alpha ,\beta \}}
- {\displaystyle \alpha \lor \beta \in W,} {\displaystyle W} ma dokładnie dwoje dzieci {\displaystyle W'_{1}} i {\displaystyle W'_{2}} oraz {\displaystyle W'_{1}=W\setminus \{\alpha \lor \beta \}\cup \{\alpha \}} i {\displaystyle W'_{2}=W\setminus \{\alpha \lor \beta \}\cup \{\beta \}}
- {\displaystyle \lnot (\alpha \lor \beta )\in W,} {\displaystyle W} ma dokładnie jedno dziecko {\displaystyle W'} oraz {\displaystyle W'=W\setminus \{\lnot (\alpha \lor \beta )\}\cup \{\lnot \alpha ,\lnot \beta \}}
- {\displaystyle \lnot (\alpha \land \beta )\in W,} {\displaystyle W} ma dokładnie dwoje dzieci {\displaystyle W'_{1}} i {\displaystyle W'_{2}} oraz {\displaystyle W'_{1}=W\setminus \{\lnot (\alpha \land \beta )\}\cup \{\lnot \alpha \}} i {\displaystyle W'_{2}=W\setminus \{\lnot (\alpha \land \beta )\}\cup \{\lnot \beta \}}
- {\displaystyle \alpha \to \beta \in W,} {\displaystyle W} ma dokładnie dwoje dzieci {\displaystyle W'_{1}} i {\displaystyle W'_{2}} oraz {\displaystyle W'_{1}=W\setminus \{\alpha \to \beta \}\cup \{\lnot \alpha \}} i {\displaystyle W'_{2}=W\setminus \{\alpha \to \beta \}\cup \{\beta \}}
- {\displaystyle \lnot (\alpha \to \beta )\in W,} {\displaystyle W} ma dokładnie jedno dziecko {\displaystyle W'} oraz {\displaystyle W'=W\setminus \{\lnot (\alpha \to \beta )\}\cup \{\alpha ,\lnot \beta \}}
- {\displaystyle \alpha \leftrightarrow \beta \in W,} {\displaystyle W} ma dokładnie dwoje dzieci {\displaystyle W'_{1}} i {\displaystyle W'_{2}} oraz {\displaystyle W'_{1}=W\setminus \{\alpha \leftrightarrow \beta \}\cup \{\alpha ,\beta \}} i {\displaystyle W'_{2}=W\setminus \{\alpha \leftrightarrow \beta \}\cup \{\lnot \alpha ,\lnot \beta \}}
- {\displaystyle \lnot (\alpha \leftrightarrow \beta )\in W,} {\displaystyle W} ma dokładnie dwoje dzieci {\displaystyle W'_{1}} i {\displaystyle W'_{2}} oraz {\displaystyle W'_{1}=W\setminus \{\lnot (\alpha \leftrightarrow \beta )\}\cup \{\lnot \alpha ,\beta \}} i {\displaystyle W'_{2}=W\setminus \{\lnot (\alpha \leftrightarrow \beta )\}\cup \{\alpha ,\lnot \beta \}}
- {\displaystyle \{\alpha ,\lnot \alpha \}\subseteq W} oraz {\displaystyle W} jest liściem
- każdy element {\displaystyle W} jest literałem oraz {\displaystyle W} jest liściem

Zarówno pojęcie drzewa semantycznego, jak i tablicy semantycznej można zdefiniować równoważnie przez drzewa słów nad alfabetem {\displaystyle \{0,1\}} z funkcją przyporządkowującą wierzchołkom podzbiory zbioru zdań logicznych. Wtedy wymienione wyżej warunki dotyczą zbiorów, które taka funkcja przyporządkowuje wierzchołkom.
Dla podanej teorii {\displaystyle G} algorytm konstruuje jej maksymalną tablicę semantyczną {\displaystyle T.}
Jeśli wszystkie liście {\displaystyle T} są zamknięte, to algorytm odpowiada, że {\displaystyle G} nie jest spełnialna.
W przeciwnym wypadku odpowiada, że {\displaystyle G} jest spełnialna.